# Ekbatana

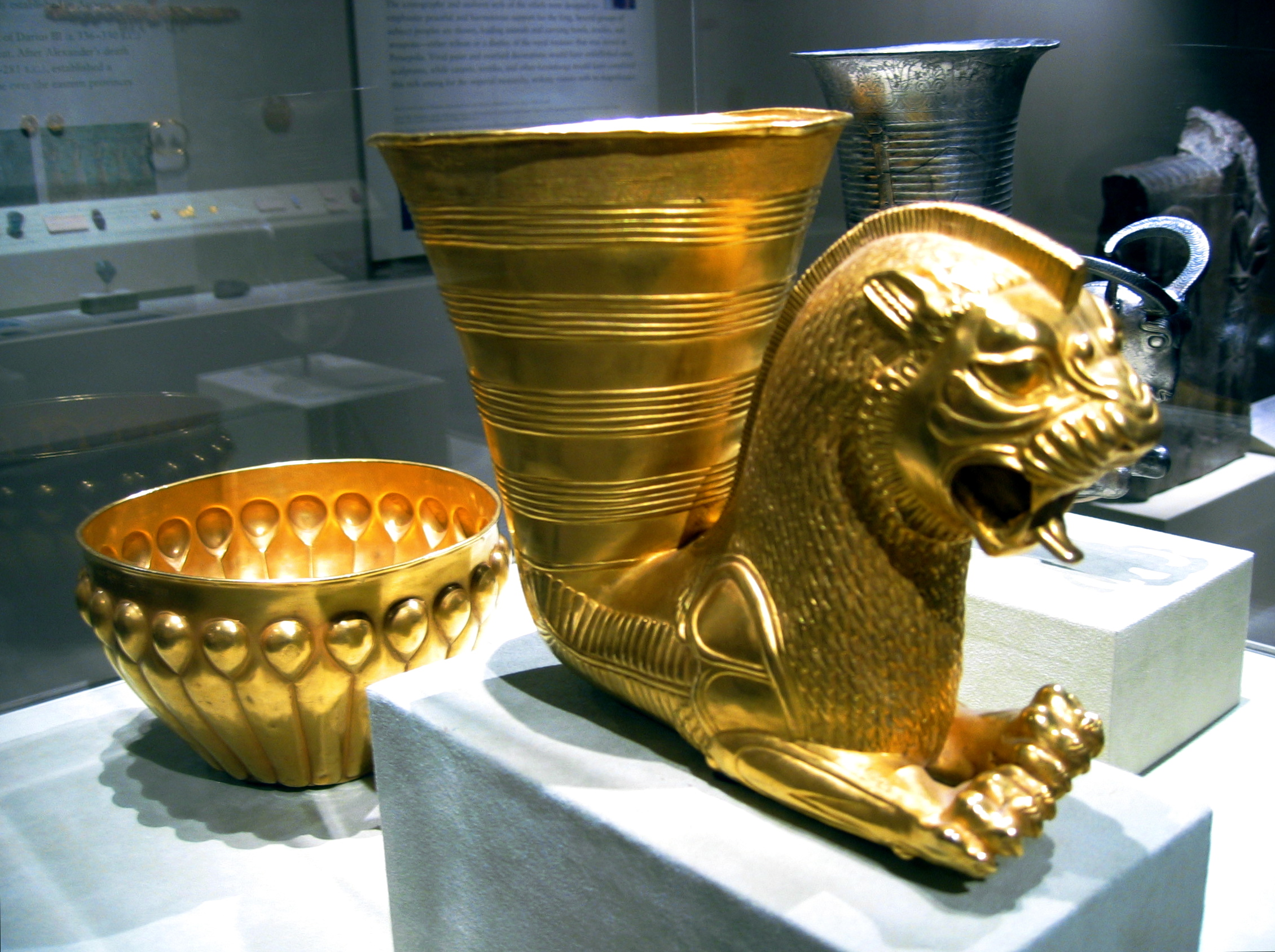
Achaimenovský zlatý rhyton s okřídleným lvem a zlatou mísou - dnes v Íránském národním muzeu v Teheránu, 1. polovina 5. století př. n. l.

Ekbatana (staropersky Hagmatana „místo setkání“, Agbatana u Aischyla) byla hlavním městem Médské říše a později královskou rezidencí v perské říši Achajmenovců. Nacházela se na místě nebo v okolí dnešního íránského města Hamadán, jehož název je odvozen od staroperského jména. Ruiny Ekbatany byly v roce 2024 prohlášeny za světové dědictví UNESCO.

## Dějiny
O Ekbataně se zmínil řecký básník Aischylos v dramatu Peršané již v roce 470 př. n. l. Historik Hérodotos připisuje tomuto městu mimořádný význam při založení médské říše. Podle něj byla Ekbatana založena jako budoucí královská rezidence za médského prince Deioka. Moderní výzkumy prokázaly, že Deiokés nebyl médský, ale mannejský král. Deiokés prý nařídil svému lidu postavit na kopci palác a osídlit zemi kolem něj. Kolem města bylo postaveno sedm různobarevných hradeb tak, aby se vnitřní vždy tyčila nad vnější. Kopcovitá poloha města tomuto požadavku vyhovovala. Palác a budova s pokladem prý stály v nejvnitřnějším prstenci a město samo svou velikostí Hérodotos přirovnal k tehdejším Athénám.
Archeologické vykopávky a další výzkumy médské historie však ukázaly, že Hérodotovy výroky byly spíš „politické přání“, neodpovídající skutečnosti.
Pevnosti popsaného typu dokládají asyrské reliéfy z 1. poloviny 1. tisíciletí před naším letopočtem. Zdá se, že byly rozšířeny po celém Středním východě a lze je předpokládat i pro hory mezi Mezopotámií a íránskou vysočinou. Rozsah komplexu popsaného Hérodotem se však zdá poněkud přehnaný.

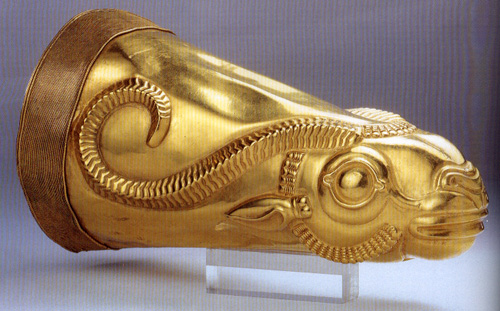
Zlatý rhyton z achajmenovského období – dnes v íránském národním muzeu v Teheránu

Ekbatana, popsaná v historických pramenech, byla jedním z největších a nejvlivnějších měst předachajmenovského Íránu. Byla centrem médské mocenské struktury, a proto měla důležité administrativní a reprezentativní úkoly. Zároveň byla také prvním cílem útoku Achajmenovce Kýra II. během jeho výbojů v 6. století před naším letopočtem. Když se Kýros po dobytí města stal také králem Médů, převzal Ekbatanu jako své sídlo. Za něj a jeho syna a nástupce Kambýse II. byla Ekbatana nejdůležitější královskou rezidencí. Podle Hérodota prý Kambýses zemřel při nehodě vlastním mečem ve stejnojmenném městě v Sýrii. Ekbatana ztratila část svého významu, když Dareios I. povýšil na královská sídla i Persepolis a Súsy. Podle Xenofóna se Ekbatana stala letním sídlem achajmenovských králů.

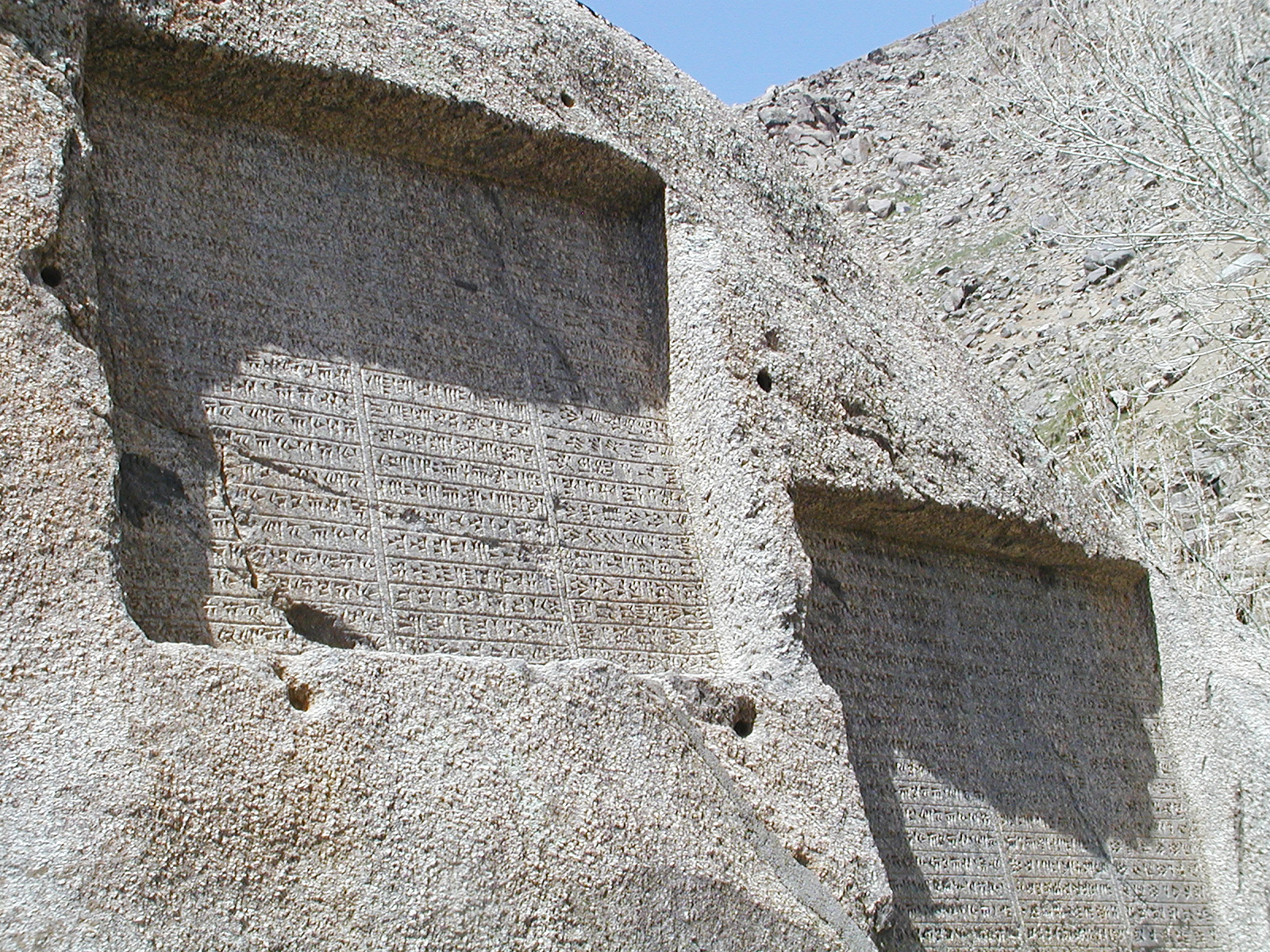
Gandžnamský nápis z achajmenovského období

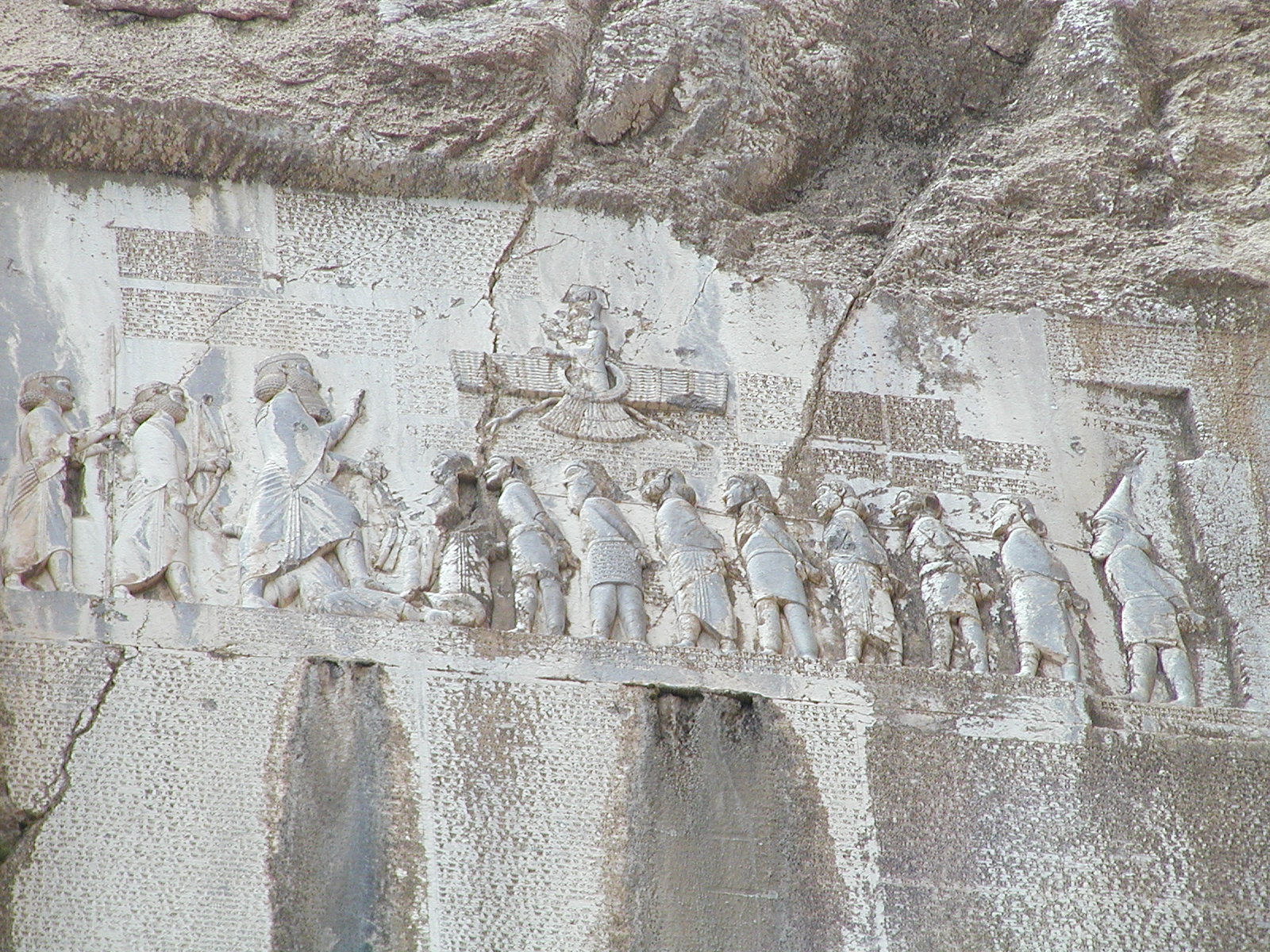
Behistunský nápis ve třech jazycích informuje o vítězstvích velkého krále Dareia I.

Město bylo důležitým dopravním uzlem. Královská cesta z centra Persie do bohaté Baktrie vedla přes Ekbatanu. Další cesta přes pohoří Zagros spojovala město přímo s Mezopotámií. Za Ekbatanou vedla kolem nápisů Dareia a Xerxese v Gandžnáme a pak míjela asi 100 km vzdušnou čarou dále na jihozápad Behistun, který se proslavil řadou perských královských reliéfů a nápisů.
Nedaleko Ekbatany byl také hrad Sikadžavautiš, kde Darius I. a jeho sedm spoluspiklenců zavraždili uzurpátora Gaumátu, který zde měl své sídlo.
Roku 330 před naším letopočtem byla Ekbatana dobyta vojsky Alexandra Velikého. Ten doufal, že tam najde prchajícího krále Dareia III., ale ten už byl na cestě do Baktrie. V Ekbataně Alexandr oficiálně ukončil svou válečnou pomstu Peršanům a nechal vojáky, aby se rozhodli, zda chtějí pokračoval v boji pod jeho vedením jako žoldnéři. Generál Parmenion byl ponechán ve městě jako jeho správce a později zde byl zavražděn.
Později se Ekbatana stala důležitým centrem helénismu pod jménem Epifaneia. Achajmenovský palác sloužil ještě ve 3. století př. n. l. jako sídlo Seleukovců. Seleukovská mincovna byla v provozu ještě i pod nadvládou Parthů.
Jako největšímu a nejdůležitějšímu městu v Médii přikládali Parthové Ekbataně vysoký význam. Arsakovští vládci ji později používali jako letní sídlo; z té doby existují doklady o čilé stavební činnosti.
Za Sásánovců (224 až 652 n. l.) význam města postupně upadal. Přestože bylo krátce královským sídlem, není z té doby známa žádná větší stavba. Když město dobyli Arabové, neslo již své nové jméno Hamadán.

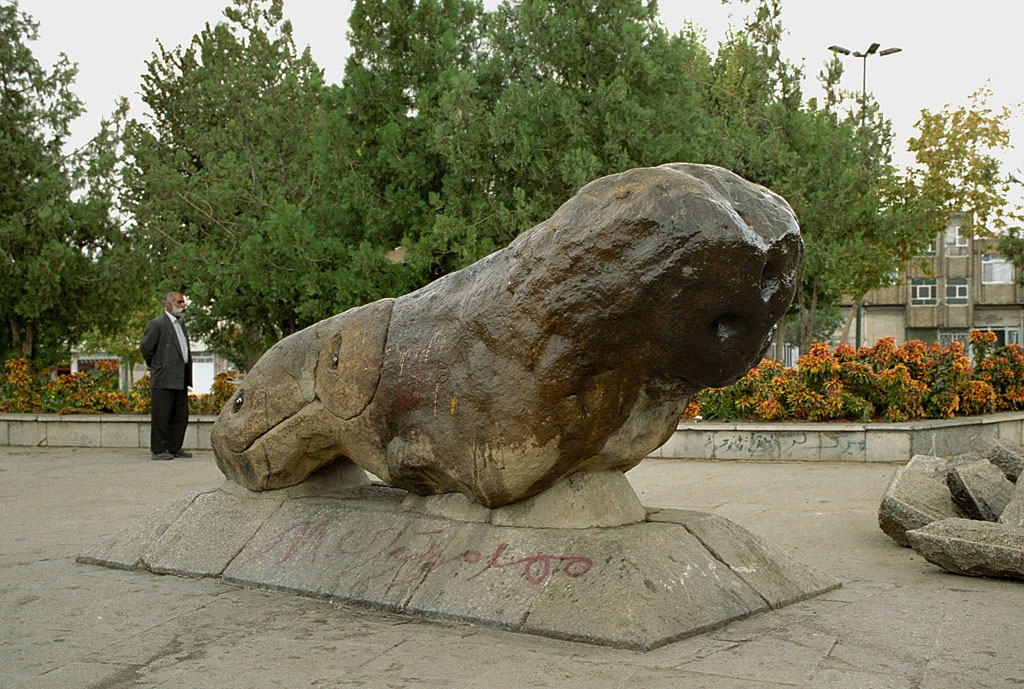
Lev z Ekbatany, 2001

V Hamadánu dodnes stojí Lev z Ekbatany, přibližně 3,5 metru dlouhá socha lva, kterou díky stylovým paralelám v Řecku (jako lev z Chaeronea, vztyčený krátce po roce 336 př. n. l., a socha lva v Amfipoli) lze datovat do helénistického období (doba Alexandra Velikého). Důvod vztyčení sochy není jasný. Heinz Luschey navrhl, že lva nechal postavit Alexandr Veliký na památku svého přítele Héfaistióna, který zemřel v roce 324 před Kristem. Zemřel na oslavě vítězství v Ekbataně (pohřben byl v Babylónu). Protože se však arabské prameny zmiňují o lví bráně (bab ul-asad) v Hamadánu, je také možné, že lev měl kdysi protějšek a sloužil jako strážce brány. Sochu prý místní ženy chápou a uctívají jako symbol plodnosti.

## Archeologie
Nejnovější výzkum Azarnoushe vyvrací předchozí domněnku, že sídlištní mohyla v centru Hamadánu by mohla být ztotožněna s Ekbatanou doby železné/médské. Podle jeho vyjádření lze i nejstarší vrstvy na existující půdě považovat za raně arsakovské.
V letech 1920 a 1923 byly na místě objeveny dva větší poklady, zpočátku připisované Ekbataně a 6.-4. století před naším letopočtem. Patří mezi ně lví rhyton, amfora s rukojeťmi ve tvaru kozlů a amfora se dvěma nalévacími hubicemi.
Podle starověkých zdrojů se Ekbatana mohla nacházet také v oblasti Amádíje. V roce 1847 archeolog Layard ohlásil chaldejský rukopis z Amádíje, ve kterém se toto město nazývalo Ekbatana.

## Starý zákon
Ekbatana je několikrát zmíněna ve Starém zákoně.
- Město je několikrát nalezeno v knize Tóbijáš: Na své cestě z Ninive se archanděl Rafael a Tobiáš zastaví v Ekbataně, kde anděl dává mladému Tobiášovi za manželku Sáru (Tob 6,10-13).
- Ekbatana se dále vyskytuje v knize Júdit (1,1–14) a ve 2. knize Makabejských (9,3).
- Martin Luther nazval pevnost Ekbatana zmíněnou v knize Ezdráš (6,2) ve svém překladu pevností Achmeta.